# 情海浪翻天
《情海浪翻天》（羅馬化：Talay Prae）是一部由CHANGE2561製作的浪漫愛情連續劇。由Kathadeb Thaivanit執導，翁莎功·波拉瑪塔功與永瓦蕾·安尼柏爾領銜主演。2020年1月11日起每週六至週日於泰國Amarin TV首播。

## 劇情簡介
Tadd（永瓦蕾·安尼柏爾 飾）是一個美麗又謙虛的女孩。完成學業後，她收到母親富豪友人獨子的求婚。很快地，她發現未來丈夫Ja（翁莎功·波拉瑪塔功 飾）的私生活非常令人擔憂，但是她很快就消除了心中的疑慮，就這樣步入了禮堂。直到婚後，她才意識到丈夫終究沒有改變他拈花惹草的惡習。而她一再的柔弱與忍讓，只會使她注定孤獨、被忽視及踐踏。究竟Tadd會找到力量來打破這種沉重的關係，還是會接受命運？

## 演員陣容
註：括號內的演員姓名為小名。

### 主要演員
- 翁莎功·波拉瑪塔功（New） 飾演 Jaron Sangvarin（Ja）
- 永瓦蕾·安尼柏爾（Fah） 飾演 Taddiya（Tadd）

### 配角
- 納文·耀萬鵬袞（英语：Navin Yavapolkul）（Navin） 飾演 Nonthee Rerkrit（Non）

Tadd的前男友，因Tadd父母的反對而與其分手
- 卡特里亞·英格利希（Kat） 飾演 Rampan（Pan）

Ja的外遇對象
- 帕蘇特·邦亞（Art） 飾演 Charlie Sangvarin
- 拉娜帕·翁塔娜特（Namwan） 飾演 Ditsara（Kaotu）

Ja的外遇對象
- 諾潘·郭瑪拉川（Tu） 飾演 Gimpong Sangvarin

Ja與Charlie的爺爺
- 當道·賈魯欽達（Ah'Dao） 飾演 Faan
- 克勞迪婭·查可拉班杜·那·阿育他亞（Claudia） 飾演 Napapoyom（Paa）
- Nutprapas Tanatanamaharat（Yok） 飾演 Nok

Pan服裝店的員工，被Pan派去勾引Ja，再騙他的感情
- Drarpda Sotthipitak（Give） 飾演 Sopawan（Woon）

Non的前女友，一心想與其復合
- 普拉瓦特·曼努普拉塞特（Tom） 飾演 Praphot Sangvarin

Ja的父親
- 帕頌·遼拉翁（Honey） 飾演 Jureeporn Sangvarin（Julie）

Ja的母親
- Sumet Ong-at 飾演 Taweepong

Tadd的父親
- 娜塔·洛伊（Mai） 飾演 Ganlaya（Gan）

Tadd的母親
- 特溫·蘇拉徹耿（Top） 飾演 Amphon（Phon）

Ja的助理

## 劇集迴響

### 泰國電視收視
- 收視最低的集數以藍色表示，收視最高的集數以紅色表示，而空格則表示該集的收視沒有相關數據。

| 集數 No.   | 播放日期      | 播放時段 (UTC+07:00) | 平均收視率 | 來源   |
| ---------- | ------------- | -------------------- | ---------- | ------ |
| 1          | 2020年1月11日 | 星期六 22:00         | 0.959      | [ 4 ]  |
| 2          | 2020年1月12日 | 星期日 22:00         | 0.890      | [ 4 ]  |
| 3          | 2020年1月18日 | 星期六 22:00         | 0.695      | [ 5 ]  |
| 4          | 2020年1月19日 | 星期日 22:00         | 0.689      | [ 5 ]  |
| 5          | 2020年1月25日 | 星期六 22:00         | 0.888      | [ 6 ]  |
| 6          | 2020年1月26日 | 星期日 22:00         | 0.799      | [ 6 ]  |
| 7          | 2020年2月1日  | 星期六 22:00         | 0.613      | [ 7 ]  |
| 8          | 2020年2月2日  | 星期日 22:00         | 0.805      | [ 7 ]  |
| 9          | 2020年2月9日  | 星期日 22:00         | 0.750      | [ 8 ]  |
| 10         | 2020年2月15日 | 星期六 22:00         | 0.848      | [ 9 ]  |
| 11         | 2020年2月16日 | 星期日 22:00         | 0.728      | [ 9 ]  |
| 12         | 2020年2月22日 | 星期六 22:00         | 0.891      | [ 10 ] |
| 13         | 2020年2月23日 | 星期日 22:00         | 0.944      | [ 10 ] |
| 14         | 2020年2月29日 | 星期六 22:00         | 0.751      | [ 11 ] |
| 15         | 2020年3月1日  | 星期日 22:00         | 0.745      | [ 11 ] |
| 16         | 2020年3月7日  | 星期六 22:00         | 0.711      | [ 12 ] |
| 17         | 2020年3月8日  | 星期日 22:00         | 1.116      | [ 12 ] |
| 18         | 2020年3月14日 | 星期六 22:00         | 0.894      | [ 13 ] |
| 19         | 2020年3月15日 | 星期日 22:00         | 1.218      | [ 13 ] |
| 20         | 2020年3月21日 | 星期六 22:00         | 0.937      | [ 14 ] |
| 21         | 2020年3月22日 | 星期日 22:00         | 1.176      | [ 14 ] |
| 22         | 2020年3月28日 | 星期六 22:00         | 0.880      | [ 15 ] |
| 23         | 2020年3月29日 | 星期日 22:00         | 0.857      | [ 15 ] |
| 24         | 2020年4月4日  | 星期六 22:00         | 1.318      | [ 16 ] |
| 平均收視率 | 平均收視率    | 平均收視率           | 0.879      | 1      |

^1  基於每集的平均觀眾份額。

## 外部連接
- Amarin TV（英语：Amarin TV）上的《情海浪翻天 （页面存档备份，存于）》（泰文）
- 豆瓣电影上《情海浪翻天》的資料 （简体中文）
- MyDramaList上的《情海浪翻天 （页面存档备份，存于）》（英文）